# Imma Tor Faus
Imma Tor Faus, née le 12 avril 1966 à Sant Julià de Lòria, est une professeure et diplomate andorrane. Elle est ministre des Affaires étrangères de la principauté depuis le 17 mai 2023.

## Jeunesse et éducation
Imma Tor Faus est née à Sant Julià de Lòria en 1966.

## Carrière
Imma Tor Faus est professeure de français et de littérature à l'université de Toulouse et à l'université Panthéon-Sorbonne.
En 1998, elle est nommée représentante permanente d'Andorre auprès du Conseil de l'Europe, poste qu'elle occupera jusqu'en 2004. Elle est également ambassadrice d'Andorre en France de 1999 à 2007 et déléguée permanente auprès de l'UNESCO de 2004 à 2007. De 2007 à 2010, elle est ambassadrice d'Andorre auprès de l'Union européenne à Bruxelles.
En décembre 2010, elle devient directrice adjointe de la langue française au sein de l'Organisation internationale de la francophonie, où elle travaille jusqu'en 2023,.
En mai 2023, Imma Tor Faus est nommée ministre des Affaires étrangères du gouvernement de Xavier Espot.

## Prix et distinctions

### Décorations nationales
- Grand-Croix de l' Ordre de Charlemagne, Principauté d'Andorre, le 17 juillet 2024[4]

### Décorations étrangères
- Dame de l'Ordre national de la Légion d'honneur, République Française[1].
- Dame de l'Ordre des Arts et des Lettres, République Française[1].

## Autres distinctions
Imma Tor Faus a reçu la médaille Senghor de la Francophonie.